# Luís de Almeida
Luís de Almeida (Lisboa, 1525 ‐ Kawachinoura (Kumamoto), octubre de 1583) fue un jesuita y misionero portugués, introductor de la cirugía en Japón.

## Vida
De familia de cristianos nuevos, se graduó en medicina (30 de marzo de 1546) en Lisboa y partió para la India el 17 de marzo de 1548. Durante la travesía coincidieron a la cabecera de los enfermos él, como médico, y los misioneros jesuitas; este contacto fue la primera semilla de su vocación. Como asociado mercantil del capitán Duarte da Gama, amigo de Francisco Javier, logró hacer una buena fortuna. En una de sus visitas a Japón, fue a Yamaguchi (1552) para ver al P. Cosme de Torres. Hechos (1555) los ejercicios espirituales bajo la dirección de Baltasar Gago en Funai, decidió quedarse como misionero. Dedicó parte de su hacienda a un orfanato en Funai para niños abandonados, y parte, como ayuda a la Misión japonesa en Macao; este capital sería la base de la discutida participación jesuita en el comercio de la seda.
Ya jesuita fundó en Funai un hospital, lo organizó según el modelo de la hermandad de la Misericordia, y formó a ayudantes médicos japoneses. Torres dijo de él: «recebimos hum irmão que tem donum curationis». En 1561, siguió la dirección de Torres y dejó el hospital para comenzar su incesante caminar apostólico, que sólo terminó con su muerte. Primero visitó y organizó las iglesias ya fundadas en Hakata (Fukuoka) e islas de Hirado; luego comenzó a roturar nuevos territorios: Kagoshima (1561) y Yokoseura (1562), Shimabara y Kuchinotsu (1563) en la actual provincia de Nagasaki. En 1565, fue a Kioto y Nara en el Japón central. De todos estos viajes dejó espléndidas relaciones, llenas de color local, que luego Luís Fróis incluiría en su historia. Fue, también, el primer misionero en las islas de Gotō (Nagasaki) y Amakusa (Kumamoto) e inició la conversión de la población de Nagasaki en 1567. En 1570 sirvió de guía por toda la misión al nuevo superior Francisco Cabral. Su trabajo llevó al bautismo al señor (tono) de Amakusa, Miguel Amakusa, y al daimio de Arima, Andrés Arima Yoshisada. En 1578, el daimio de Bungo Francisco Ōtomo, que lo estimaba mucho, lo llevó como compañero en la fracasada expedición a Hyūga. Torres llamaba a Almeida «perpetuum mobile». En 1579, Alessandro Valignano, reconociendo sus méritos, lo envió a Macao para que se ordenase de sacerdote. Regresó a Nagasaki el 25 de agosto de 1580 y, nombrado superior del distrito de Amakusa, tomó parte en la consulta general de los jesuitas en Nagasaki (1581). Agotó sus últimas fuerzas en otra expedición, infructuosa, a Kagoshima, y murió en Kawachinoura.
Figura de las más atrayentes de la antigua misión japonesa, perpetúan su memoria monumentos levantados en Nagasaki, Hondo (Kumamoto) y Ōita, así como un hospital que lleva su nombre.